# Alfiz
Un alfiz (peut-être de l'arabe parlé dans la péninsule ibérique alḥíz, lui-même de alḥáyyiz, ce dernier provenant de l'arabe classique ḥayyiz) est une ornementation architectonique. C'est un cadre rectangulaire pouvant être constitué par une corniche, une moulure, un renfoncement du plan mural ou encore par de larges panneaux décoratifs, qui enclôt les bords extérieurs d'une arche.

## Description
C'est un ornement architectonique caractéristique de l'architecture islamique. Il s'est développé en particulier dans l'architecture omeyyade d'Al-Andalus, où il est le plus souvent associé à l'arc outrepassé, mais il s'est aussi largement diffusé ailleurs dans le monde musulman, pour orner différents types d'arcs. On le retrouve également dans l'architecture chrétienne de la péninsule ibérique : dans l'architecture mozarabe puis mudéjare, de par l'influence de l'art musulman.
Il existe deux variantes de l'alfiz (comme illustré par les illustrations ci-dessus) :
- A : alfiz commençant à partir de l'imposte ;
- B : alfiz commençant du sol.

L'espace entre l'arche et l'alfiz est appelé enjuta ou arrabá, et est souvent richement décoré (en grisé sur les illustrations). Chaque surface résiduelle triangulaire courbe est appelé albanega.
L'alfiz est dérivé des encadrements classiques des arches romaines antiques, qu'on trouve notamment sur les arcs de triomphe. Les exemples les plus anciens de ces encadrements se rencontrent dans l'architecture étrusque. On peut trouver un alfiz entourant un arc outrepassé dans l'architecture wisigothique, antérieur à l'arrivée de l'Islam en Espagne, à l'église Sainte-Marie de Quintanilla de las Viñas.